# Imperialna Liga Faszystów

Flaga partii

Imperialna Liga Faszystowska (ang. Imperial Fascist League, IFL) – skrajnie prawicowe brytyjskie faszystowskie i nazistowskie ugrupowanie polityczne działające w latach 30. XX w..
IFL zostało założone w 1929 r. przez Arnolda Leese’a, b. radykalnego działacza Brytyjskich Faszystów. Było niewielkim ugrupowaniem politycznym o nikłym zasięgu, zrzeszającym najwyżej kilkaset członków. Miało przybudówkę paramilitarną pod nazwą Fascist Legions (Legiony Faszystowskie), której członkowie nosili czarne stroje na wzór włoskich faszystów Benito Mussoliniego. Prowadzili oni głównie uliczne bijatyki z bojówkami lewicowymi. Symbolem IFL była swastyka wpisana we flagę Wielkiej Brytanii, zwaną Union Jack. Organem prasowym było pismo "The Fascist". IFL utrzymywało silne kontakty z innym radykalnym ugrupowaniem pod nazwą Britons. Program zawierał hasła rasistowskie i antysemickie, wprowadzenia systemu korporacyjnego, czy zmiany systemu wyborczego. Po dojściu Adolfa Hitlera do władzy w Niemczech w 1933 r., coraz większy wpływ na IFL zaczął wywierać narodowy socjalizm. Jednakże centralnym punktem programu był bardzo silny, wręcz histeryczny, antysemityzm. Arnold Leese był zwolennikiem teorii spiskowej, że Żydzi dążą do zniszczenia Imperium Brytyjskiego. Nawiązał kontakty z jednym z głównych ideologów nazizmu Juliusem Streicherem. W 1936 r. został nawet aresztowany i skazany na grzywnę, a następnie 6 miesięcy więzienia za oskarżanie Żydów o mordy rytualne. Swoich przeciwników z innych faszystowskich ugrupowań oskarżał o uleganie żydowskim wpływom, np. Oswalda Mosleya, przywódcę Brytyjskiej Unii Faszystów (BUF), nazywał "koszernym faszystą". Od 1937 r. prowadził kampanię na rzecz pokoju z III Rzeszą. Pod koniec lat 30. IFL coraz bardziej traciło wpływy. Wielu jego członków odeszło do konkurencyjnego BUF. Po wybuchu wojny z Niemcami 3 września 1939 r., A. Leese został po pewnym czasie – podobnie jak inni członkowie ugrupowań faszystowskich – prewencyjnie internowany.